# Ekološka geografija
Ekološka geografija grana je geografije koja proučava prostorne aspekte interakcija između ljudi i prirodnog svijeta. U svom radu zahtjeva razumijevanje dinamike geologije, meteorologije, hidrologije, biogeografije i geomorfologije jednako kao i načine na koje ljudska društva konceptualiziraju okoliš. 
Veze između kulturne i fizičke geografije nekoć su bile očitije nego što su danas. Budući da je ljudsko shvaćanje svijeta sve više posredovano tehnologijom, odnosi među tim disciplinama često su postajali prikrivenima.
Ekološka geografija predstavlja kritički važan skup analitičkih oruđa za procjenu učinka ljudskog prisustva na okoliš mjerenjem rezultata ljudske aktivnosti na prirodne reljefne oblike i cikluse. 

## Poveznice
- Fizička geografija
- Meteorologija
- Klima